# 可動遺伝因子
可動遺伝因子(Mobile genetic elements (MGEs)) とはゲノム中を、または他のゲノムへ、あるいは別のレプリコンへ移動できるDNA配列である。MGEは全ての生物で見いだされている。ヒトの場合、ゲノムのおよそ50%がMGEであると推定されている。遺伝子の複製の発生に関わる。タンパク質をコードする遺伝領域で突然変異を起こし、そのタンパク質の機能を変えることがある。遺伝子の配置の再編成を起こすこともある。
MGEは進化に重要な役割を果たす。例えば、ある細菌種が持つ病原性因子や抗生物質耐性遺伝子はMGEとして他の近隣の細菌に移動することがある。こうして新しく獲得された遺伝子は新たな宿主に新規かつ追加の能力を与え、適応度の向上を促す。一方で、適応度を引き下げる場合もある。病害を引き起こす対立遺伝子が導入されたり、変異を与えたりする場合である。

左の細胞に元々あった可動遺伝因子が、異なる方法で右の細胞へと移動する。

## 種類
- トランスポゾン(Transposons)は自身のゲノム中の位置を移動させることができるDNA配列である。下記のレトロトランスポゾンを含み、それ以外をDNA型トランスポゾンと呼ぶ。
  - レトロトランスポゾン(Retrotransposons)は哺乳類で最も広く見られるトランスポゾンである[3]。RNAに転写された後、その転写産物が逆転写酵素によってDNA上に転写されることによってゲノム上のランダムな別の位置に複製される[4]。
  - DNA型トランスポゾン(DNA transposons)は切り貼り戦略(cut-and-paste)によって転移する。

- 細菌のプラスミド(Plasmids)は接合を通して他の細菌細胞へと移動できる。プラスミドは病原性因子や抗生物質耐性遺伝子をコードしていることがあり、それら感染症に関わる遺伝子の水平伝播が発生する原因である。

- バクテリオファージ因子(Bacteriophage elements)はバクテリオファージによって産生されて細菌細胞に注入され、形質導入によって細菌ゲノム中のランダムな位置に入り込む。バクテリオファージ因子には例えば、バクテリオファージMuが産生するMuタンパク質などがある[5]。

- グループIおよびIIイントロンは転写産物の自己スプライシングの産物である。転移RNA、リボソームRNA、および細菌のタンパク質コード遺伝子に転移することができるリボザイムとして働く[6]。

## 研究例
真性細菌と古細菌は、MGEによる致命的な事故を防ぐためにCRISPR-Casシステムという適応免疫システムを持つ。CRISPR-CasとMGEは互いに関連して生物の進化の要素となってきた。生物種間のCRISPR-Casの相違は、トランスポゾンといったMGEのタイプの相違と関連する。加えて、CRISPR-Casはトランスポゾンの伝搬を制御する。
プラスミドによるMGEの水平伝播は一般的に受け手にとって利益となり、プラスミドの転移と共有は進化の観点から重要である。受け入れたプラスミドを自身のゲノムに固定する受け手側の能力もまたプラスミドの移動に重要である。利益となるプラスミドには高い固定確率があるが、有害なMGEの固定確率は低い。
MGEの転移は突然変異を誘発する。転移の発生は体細胞の癌化を引き起こし、生物は転移を抑制するように進化してきた。幼齢の個体ではレトロトランスポゾンによる転移は最小限に抑えられているが、年齢の進行とともに転移の頻度が上昇することがマウスで確認されている。このトランスポゾンの年齢依存的発現量の増大はカロリーを制限した食事で減少する。

## 議論
MGEの転写状況は変化することがあり、免疫不全、乳癌、多発性硬化症および筋萎縮性側索硬化症のような遺伝障害に繋がることがよく見られる。ヒトにおいてはストレスが内在性レトロウイルスといったMGEの転写活性化を促し、神経変性を招く。

## その他特記事項
ある生物のゲノム中のMGEの総体はモバイロームと呼ぶ。MGEの配列情報はACLAME (The CLAssification of Mobile genetic Elements)でデータベース化されている。バーバラ・マクリントック(Barbara McClintock)はMGEの発見により1983年度のノーベル生理学・医学賞を受賞した。
MGEは外毒素や外酵素といった細菌病原性因子の拡散に極めて重要である。細菌感染症に対応するためその細菌の病原性因子および可動遺伝因子を標的とした予防方法や治療方法が求められている。